# 杜文澜
杜文澜（1815年—1881年），字小舫，秀水（今浙江嘉兴）人，清朝政治人物。

## 生平
杜文澜少孤，與生母依其舅褚棨学習。早年任襄阳府吏，以善定狱闻名，後捐官为县丞。时值太平天國军兴，後任湖广总督裕泰幕僚，有才幹，深得曾国藩倚重。积功至盐运使衔，官至江苏候补道，历署江苏布政使、江安粮道、苏松太道、常镇通海道。光绪七年（1881年），卒，年六十七。
杜文澜本人潜心词学，在军中參與金安清倡立的九秋词社，他填的词多交给好友蔣春霖修润色。著作有《憩園詞話》6卷、《采香词》（进士如山作序）、《曼陀罗华阁琐记》、《古謠諺》100卷、《词律校勘记》等，另有《平定粤寇紀略》。
杜文澜去世后，俞樾作《江苏候补道杜君墓志铭》。